# Vereteno, Volodîmîreț
Vereteno (în ucraineană Веретено) este un sat în comuna Polîți din raionul Volodîmîreț, regiunea Rivne, Ucraina.

## Demografie
Componența lingvistică a localității Vereteno
     Ucraineană (99,58%)
     Alte limbi (0,42%)
Conform recensământului din 2001, majoritatea populației localității Vereteno era vorbitoare de ucraineană (99,58%), existând în minoritate și vorbitori de alte limbi.